# Synagoge (Kovanice)
Koordinaten: 50° 10′ 7,9″ N, 15° 4′ 17,9″ O

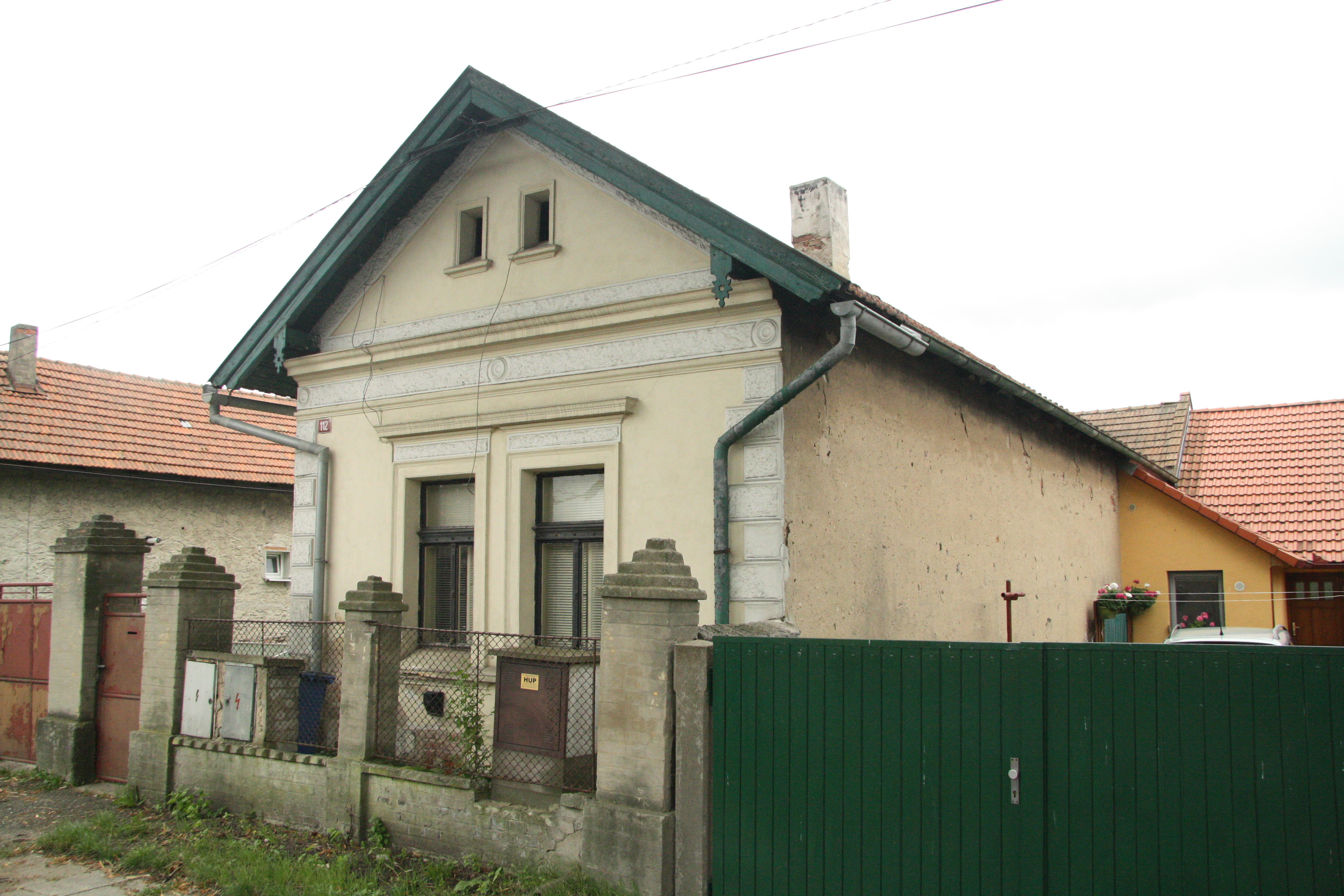
Ehemalige Synagoge in Kovanice

Die Synagoge in Kovanice (deutsch Kowanitz), einer tschechischen Gemeinde im Okres Nymburk in der Mittelböhmischen Region, wurde 1892 errichtet. 
Die profanierte Synagoge wurde zu einem Wohnhaus umgebaut.